# Kinna
Ne doit pas être confondu avec Kina ou Kinot.
Kinna est une localité et le centralort (chef-lieu) de la commune de Mark au sud de Borås et à 52 km de Göteborg, en Suède.

## Industries

### Textile
L'industrie textile est développée : 
- Kasthall (sv) pour les tapis[2].
- AB Ludvig Svensson (sv).

### Urbanisme durable
Skanska a construit un bâtiment résidentiel à consommation d'énergie ultra-basse.

## Sport
- Kinna IF (sv) football[1].
- BK Marbo Basket (sv)[4].

## Personnalités liées à la localité
- Gabriella Quevedo, guitariste[5] fingerstyle.
- Nina Flack (sv), joueuse de bowling[6].
- Ulla Åberg (sv), dramaturge.
- Johan Larsson, footballeur, Kinna IF, IF Elfsborg, Brøndby IF.
- Jonas Jerebko, joueur de basket-ball NBA, Celtics de Boston[7].
- Björn Borg (1909-2009), nageur suédois, double médaillé d'or au 400 et 1 500 mètres nage libre aux championnats d'Europe de natation 1938 à Londres.
- Mélanie Paicheler Élue miss Kinna 2022.